# Langesse
Langesse ist eine französische Gemeinde mit 86 Einwohnern (Stand: 1. Januar 2022) im Département Loiret in der Region Centre-Val de Loire; sie gehört zum Arrondissement Montargis und zum Kanton Gien. Die Einwohner werden Langessois genannt.

## Geographie
Langesse liegt etwa 57 Kilometer ostsüdöstlich von Orléans. Umgeben wird Langesse von den Nachbargemeinden Varennes-Changy im Norden, Nogent-sur-Vernisson im Osten und Nordosten, Les Choux im Süden und Südosten sowie Le Moulinet-sur-Solin im Westen.

## Bevölkerungsentwicklung
| 1962                       | 1968 | 1975 | 1982 | 1990 | 1999 | 2006 | 2018 |
| -------------------------- | ---- | ---- | ---- | ---- | ---- | ---- | ---- |
| 118                        | 91   | 76   | 68   | 88   | 66   | 75   | 82   |
| Quellen: Cassini und INSEE |      |      |      |      |      |      |      |